# Wi-Fi Protected Access
WPA (acrònim de Wi-Fi Protected Access - 1995 - Accés Protegit Wi-Fi) és un sistema per a protegir les xarxes sense fils (Wi-Fi); creat per a corregir les deficiències del sistema previ WEP (Wired Equivalent Privacy - Privadesa Equivalent a Cablejat). Els investigadors han trobat diverses debilitats en l'algorisme WEP (com la reutilització del vector d'inicialització (IV), que fa possible que mitjançant atacs estadístics es pugui recuperar la clau WEP, entre d'altres). WPA implementa la majoria de l'estàndard IEEE 802.11i, i va ser creat com una mesura intermèdia per a ocupar el lloc de WEP mentre 802.11i era finalitzat. WPA va ser creat per "The Wi-Fi Alliance" (L'Aliança Wi-Fi), veure http://www.wi-fi.org/ Arxivat 2009-10-07 a Wayback Machine..
WPA adopta l'autentificació d'usuaris mitjançant l'ús d'un servidor, on s'emmagatzemen les credencials i contrasenyes dels usuaris de la xarxa. Per no obligar a l'ús d'aquest servidor per al desplegament de xarxes, WPA permet l'autentificació mitjançant clau compartida (PSK, Pre-Shared Key), que d'una manera similar al WEP, requereix introduir la mateixa clau en tots els equips de la xarxa.

## Història
WPA va ser dissenyat per a utilitzar un servidor d'autentificació (normalment un servidor RADIUS), que distribueix claus diferents a cada usuari (a través del protocol 802.1x); no obstant això, també es pot utilitzar en una manera menys segura de clau pre-compartida (PSK - Pre-Shared Key) per a usuaris de casa o petita oficina. La informació és xifrada utilitzant l'algorisme RC4 (a causa que WPA no elimina el procés de xifrat WEP, només ho enforteix), amb una clau de 128 bits i un vector d'inicializació de 48 bits.
Una de les millores sobre WEP, és la implementació del Protocol d'Integritat de Clau Temporal (TKIP - Temporal Key Integrity Protocol), que canvia claus dinàmicament a mesura que el sistema és utilitzat. Quan això es combina amb un vector d'inicializació (IV) molt més gran, evita els atacs de recuperació de clau (atacs estadístics) als quals és susceptible WEP.
Addicionalment a l'autenticació i xifrat, WPA també millora la integritat de la informació xifrada. La comprovació de redundància cíclica (CRC - Cyclic Redundancy Check) utilitzat en WEP és insegur, ja que és possible alterar la informació i actualitzar la CRC del missatge sense conèixer la clau WEP. WPA implementa un codi d'integritat del missatge (MIC - Message Integrity Code), també conegut com a "Michael". A més, WPA inclou protecció contra atacs de "repetició" (replay attacks), ja que inclou un comptador de trames.
En incrementar la grandària de les claus, el nombre de claus en ús, i en agregar un sistema de verificació de missatges, WPA fa que l'entrada no autoritzada a xarxes sense fils sigui molt més difícil. L'algorisme Michael va ser el més fort que els dissenyadors de WPA van poder crear, sota la premissa que havia de funcionar en les targetes de xarxa sense fils més velles; no obstant això és susceptible a atacs. Per a limitar aquest risc, els drivers de les estacions es desconnectaran un temps definit pel fabricant, si reben dues col·lisions Michael en menys de 60 segons, podran prendre mesures, com per exemple reenviar les claus o deixar de respondre durant un temps específic.

## Seguretat, Atacs WPA TKIP
TKIP és vulnerable a un atac de recuperació de keystream, això és, seria possible reinjectar tràfic en una xarxa que utilitzés WPA TKIP. Això és possible per diverses causes, algunes d'elles heretades de WEP. Entre les causes, cap destacar l'evasió de les mesures anti-reinjecció de TKIP i se segueix una metodologia similar a la utilitzada en el popular atac CHOP CHOP sobre el protocol WEP. L'evasió de protecció anti reinjecció de TKIP és possible a causa dels diversos canals que s'utilitzen en la manera QoS especificat en l'estàndard 802.11ie, encara que també existeix la possibilitat d'aplicar-ho en xarxes no QoS.

## WPA2
Una vegada finalitzat el nou estàndard 802.11i es crea el WPA2 basat en aquest. WPA es podria considerar de "migració", mentre que WPA2 és la versió certificada de l'estàndard de la IEEE.
L'estàndard 802.11i va ser ratificat al juny de 2004.
L'aliança Wi-Fi anomena a la versió de clau pre-compartida WPA-Personal i WPA2-Personal, i a la versió amb autenticació 802.1x/EAP com WPA-Enterprise i WPA2-Enterprise.
Els fabricants van començar a produir la nova generació de punts d'accessos recolzant-se en el protocol WPA2 que utilitza l'algorisme de xifrat AES (Advanced Encryption Standard). Amb aquest algorisme serà possible complir amb els requisits de seguretat del govern dels EUA - FIPS140-2. "WPA2 està idealment pensat per a empreses tant del sector privat com del públic. Els productes que són certificats per a WPA2 li donen als gerents de TI la seguretat que la tecnologia compleix amb estàndards d'interoperativitat" va declarar Frank Hazlik Managing Director de la Wi-Fi Alliance. Si bé parteix de les organitzacions estaven esperant aquesta nova generació de productes basats en AES és important ressaltar que els productes certificats per a WPA segueixen sent segurs d'acord amb el qual s'estableix en l'estàndard 802.11i

## Seguretat Atacs WPA2
Tant la versió 1 de WPA, com la denominada versió 2 de WPA, es basen en la transmissió de les autenticacions suportades en l'element d'informació corresponent, en el cas de WPA 1, en el tag propietari de Microsoft, i en el cas de WPA2 en el tag estàndard 802.11i RSN.
Durant l'intercanvi d'informació en el procés de connexió RSN, si el client no suporta les autentificacions que especifica l'AP, serà desconnectat podent sofrir d'aquesta manera un atac de denegació de servei (DoS) específic a WPA.
A més, també existeix la possibilitat de capturar el "4way" handshake que s'intercanvia durant el procés d'autenticació en una xarxa amb seguretat robusta. Les claus pre-compartides PSK (Pre Shared Key) són vulnerables a atacs de diccionari, però no les empresarials, ja que el servidor RADIUS generarà de manera aleatòria dites claus.
Existeixen projectes lliures que utilitzen GPUs amb llenguatges específics com CUDA per a realitzar atacs de força bruta fins a 100 vegades més ràpid que amb computadors ordinaris.